# Mikael Åkerfeldt
Lars Mikael Åkerfeldt, pronuncia svedese ˈoːkərfɛlt (Stoccolma, 17 aprile 1974), è un cantante e chitarrista svedese, attuale membro degli Opeth e fino al 2012 dei Bloodbath.
È stato il cantante degli Eruption, gruppo death metal che formò nel 1988. Dopo che gli Eruption si sciolsero nel 1990 fondò gli Opeth come bassista, insieme a David Isberg alla voce. Quando David Isberg lasciò gli Opeth, Mikael lo rimpiazzò come cantante e inoltre prese il ruolo di chitarrista.

## Collaborazioni
Mikael ha collaborato con altri gruppi svedesi prestando la sua voce growl, considerata una delle migliori del genere. Ha inciso le voci addizionali dell'album Crimson degli Edge of Sanity. Ha poi cantato come voce principale in Brave Murder Day e in Sounds of Decay dei Katatonia. Ha cantato interpretando Fear (la Paura) nella rock opera The Human Equation degli Ayreon.
Ha inoltre partecipato al progetto Bloodbath insieme a Anders Nyström, Jonas Renkse e Dan Swanö incidendo le voci principali dei primi due lavori: Breeding Death e Resurrection Through Carnage. Ritorna per comporre anche l'EP di ritorno chiamato Unblessing the Purity nel 2008. Nel 2011 ha cantato nella canzone Stand dell'album Deconstruction del Devin Townsend Project.
Insieme a Dan Swanö ha creato un progetto chiamato Sörskogen con il quale ha registrato una sola canzone e nel quale ha cantato in svedese e suonato la chitarra, poi diventata To Rid The Disease inserita nell'album Damnation.
Sempre insieme a Dan Swanö, ma con anche la partecipazione di Anders Nordin alla batteria e Peter Lindgren al basso, ha creato un progetto dal nome Steel con il quale ha prodotto un unico EP nel 1998 chiamato Heavy Metal Machine, caratterizzato da atmosfere heavy metal tipiche degli anni 80.
Ha partecipato al progetto "Roadrunner United", organizzato dalla Roadrunner Records per il suo 25º anniversario, cantando nella canzone Roads insieme a Josh Silver dei Type O Negative.
Il 2008 lo vede partecipare alla registrazione per il brano Unhealer tratto dal secondo album solista di Ihsahn, dal titolo angL.
Ha scritto e cantato la canzone Stockholm presente nell'album Blood, terzo lavoro del gruppo progressive rock OSI, uscito nell'aprile del 2009.
Ha collaborato con Steve Hackett (ex Genesis) nell'album Genesis Revisited II del 2012. In questo disco esegue la parte vocale in Supper's ready, suite tratta dall'album Foxtrot.

## Vita personale
Il 15 agosto 2003 Mikael ha sposato Anna Sandberg, sua fidanzata da lungo tempo. Il 13 settembre 2004 hanno avuto la prima figlia, che hanno chiamato Melinda come la protagonista del concept album degli Opeth Still Life, mentre il 28 ottobre 2007 è nata la secondogenita, Mirjam Ebba Maria. Nel 2016, durante un'intervista con la rivista online The Quietus, Akerfeldt ha rivelato di aver divorziato.

## Strumenti

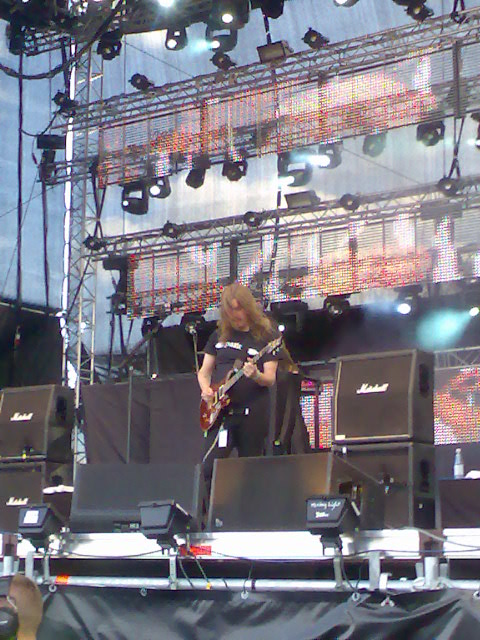
Mikael Åkerfeldt con Opeth - Ruisrock 2008 (Turku).

- PRS Custom 24 (Chitarra elettrica)
- Martin 000-16GT (Chitarra folk)
- Martin 000-28 (Chitarra folk)
- Amalio Burguet 2AM (Chitarra classica)

## Discografia

### Con gli Opeth
- 1995 - Orchid
- 1996 - Morningrise
- 1998 - My Arms, Your Hearse
- 1999 - Still Life
- 2001 - Blackwater Park
- 2002 - Deliverance
- 2003 - Damnation
- 2005 - Ghost Reveries
- 2007 - The Roundhouse Tapes
- 2008 - Watershed
- 2010 - In Live Concert at the Royal Albert Hall
- 2011 - Heritage
- 2014 - Pale Communion
- 2016 - Sorceress
- 2019 - In Cauda Venenum
- 2024 - The Last Will and Testament

### Con i Katatonia
- 1996 - Brave Murder Day
- 1997 - Sounds of Decay
- 1998 - Discouraged Ones
- 1999 - Tonight's Decision

### Con i Bloodbath
- 2000 - Breeding Death
- 2002 - Resurrection Through Carnage
- 2008 - The Wacken Carnage
- 2008 - Unblessing the Purity
- 2008 - The Fathomless Mastery
- 2011 - Bloodbath Over Bloodstock

### Con gli Steel
- 1998 - Heavy Metal Machine

### Con gli Storm Corrosion
- 2012 - Storm Corrosion

### Con Steve Hackett
- 2012 - Genesis Revisited II